# Pepê
Pepê, bürgerlich Eduardo Gabriel Aquino Cossa (* 24. Februar 1997 in Foz do Iguaçu), ist ein brasilianischer Fußballspieler, der seit 2021 beim FC Porto unter Vertrag steht. 

## Karriere

### Verein
Der in Foz do Iguaçu geborene Pepê entstammt der Nachwuchsabteilung des lokalen Vereins Foz do Iguaçu FC und in seiner Jugendzeit auch für Athletico Paranaense und den Coritiba FC aktiv. Zur Saison 2015 wurde der Flügelspieler in die erste Mannschaft Foz do Iguaçus befördert. In der Staatsmeisterschaft von Paraná und der Série D sammelte er in diesem Spieljahr sieben Einsätze, in denen er zweimal traf. In der kommenden Campeonato Paranaense erzielte er bereits drei Tore in sieben Spielen und erweckte somit die Aufmerksamkeit höherklassiger Vereine.
Am 4. April 2016 sicherte sich der Erstligist Grêmio Porto Alegre 70 % der Transferrechte an Pepê für eine Ablösesumme in Höhe von 500.000 Real. Die restlichen 30 % behielt der Foz do Iguaçu FC. Sein Debüt in der höchsten brasilianischen Spielklasse bestritt er am 28. Mai 2017 bei der 3:4-Auswärtsniederlage gegen Sport Recife, als er in der 70. Spielminute für Everton eingewechselt wurde und anschließend bereitete er ein Tor vor. In seinem dritten Einsatz für die Tricolor am 3. Dezember 2017 (38. Spieltag) erzielte er sein erstes Tor und bereitete einen weiteren Treffer vor, konnte die 3:4-Niederlage gegen Atlético Mineiro aber dennoch nicht verhindern. Er kam in seiner ersten Saison 2017 zu drei Ligaeinsätzen, in denen er ein Tor und zwei Vorlagen sammelte.
Am 8. Januar 2018 verlängerte Pepê seinen Vertrag bis zum Jahresende 2020. In diesem Spieljahr 2018 wurde er regelmäßig in der Rotation von Cheftrainer Renato Gaúcho berücksichtigt. Am 26. September wurde sein Arbeitspapier erneut ausgedehnt, diesmal bis 2022. Er absolvierte 20 Ligaspiele, in denen er zweimal traf, und wurde in der Copa Libertadores 2018 dreimal berücksichtigt, blieb in diesem Wettbewerb aber ohne Torerfolg. Der endgültige Durchbruch als Stammspieler gelang ihm in der darauffolgenden Saison 2019. Am 3. Oktober 2019 erzielte er im Hinspiel des Halbfinales der Copa Libertadores 2019 gegen Flamengo Rio de Janeiro kurz nach seiner Einwechslung den Ausgleich zum 1:1-Endstand. Das Rückspiel drei Wochen später endete mit einer 0:5-Niederlage. In diesem Spieljahr absolvierte er 33 Ligapartien, in denen er acht Tore erzielte und drei weitere Treffer vorbereitete.
Im Sommer 2021 folgt dann der Wechsel nach Europa zum portugiesischen Erstligisten FC Porto. Dort gewann Pepê bisher sieben nationale Titel und nahm mehrmals an der UEFA Champions League teil. Dort gelang ihm am 28. November 2023 bei der 1:2-Auswärtsniederlage gegen den FC Barcelona sein erster Treffer in diesem Wettbewerb. Auch knapp ein Jahr später traf er in der UEFA Europa League gegen den FC Midtjylland (2:0) für seinen Verein.

### Nationalmannschaft
Im Dezember 2020 wurde Pepê für das Qualifikationsturnier zu den Olympischen Spielen 2021 in den Kader der brasilianischen U23-Nationalmannschaft einberufen. In der Gruppenphase kam er in drei von vier möglichen Spielen zum Einsatz und erzielte dabei in jedem einen Treffer. In der Finalrunde reichte Brasilien ein zweiter Tabellenplatz für die Qualifikation aus.
Am 9. November 2023 wurde Pepê durch Fußballnationaltrainer Fernando Diniz für die Spiele um die WM-Qualifikation 2026 im September 2023 berufen. Im Spiel gegen Kolumbien am 16. November wurde Pepê in der 81. Minute eingewechselt. Seine zweite und bisher letzte Partie bestritt er am 9. Juni 2024 bei einem 3:2-Testspielsieg gegen Mexiko in der US-amerikanischen Stadt College Station.

## Erfolge
- Portugiesischer Meister: 2022
- Portugiesischer Pokalsieger: 2022, 2023, 2024
- Portugiesischer Ligapokalsieger: 2023
- Portugiesischer Superpokalsieger: 2022, 2024